# Clouds (Lee Ranaldo)
Clouds è un album in studio del musicista statunitense Lee Ranaldo, pubblicato nel 1997.

## Tracce
1. Vast Beings – 5:57
2. 25 Views Of Florence – 13:32
3. New Thought Life – 3:52
4. Trees Lie Cut – 6:41
5. Junkyard Language – 3:05
6. No Apples Fell – 7:44
7. Train Wreck – 5:42
8. Nothing Was Revealed – 6:19
9. Cloud Nine – 5:21